# Verein für Bewegungsspiele Stuttgart 1893 1984-1985
Questa voce raccoglie le informazioni riguardanti il Verein für Bewegungsspiele Stuttgart 1893 nelle competizioni ufficiali della stagione 1984-1985.

## Stagione
Nella stagione 1984-1985 il Stoccarda, allenato da Helmut Benthaus, concluse il campionato di Bundesliga al 10º posto. In Coppa di Germania il Stoccarda fu eliminato agli ottavi di finale dal Saarbrücken. In Coppa dei Campioni il Stoccarda fu eliminato al primo turno dal Levski Sofia.

## Rosa
| N. |                     | Ruolo | Calciatore        |
| -- | ------------------- | ----- | ----------------- |
| 6  | Germania (bandiera) | D     | Guido Buchwald    |
| 13 | Germania (bandiera) | D     | Günther Schäfer   |
|    | Germania (bandiera) | P     | Armin Jäger       |
|    | Germania (bandiera) | P     | Helmut Roleder    |
|    | Germania (bandiera) | D     | Herbert Briem     |
|    | Germania (bandiera) | D     | Achim Feyl        |
|    | Germania (bandiera) | D     | Bernd Förster     |
|    | Germania (bandiera) | D     | Karlheinz Förster |
|    | Germania (bandiera) | D     | Hans-Peter Makan  |
|    | Germania (bandiera) | D     | Reiner Maurer     |
|    | Germania (bandiera) | D     | Kurt Niedermayer  |
|    | Germania (bandiera) | D     | Rainer Zietsch    |
|    | Germania (bandiera) | C     | Karl Allgöwer     |

| N. |                     | Ruolo | Calciatore          |
| -- | ------------------- | ----- | ------------------- |
|    | Germania (bandiera) | C     | Martin Fritz        |
|    | Germania (bandiera) | C     | Thomas Kempe        |
|    | Germania (bandiera) | C     | Victor Lopes        |
|    | Germania (bandiera) | C     | Andreas Müller      |
|    | Germania (bandiera) | C     | Hermann Ohlicher    |
|    | Islanda (bandiera)  | C     | Ásgeir Sigurvinsson |
|    | Belgio (bandiera)   | A     | Nico Claesen        |
|    | Germania (bandiera) | A     | Jürgen Klinsmann    |
|    | Germania (bandiera) | A     | Rudi Lorch          |
|    | Germania (bandiera) | A     | Peter Reichert      |
|    | Germania (bandiera) | A     | Axel Thoma          |
|    | Germania (bandiera) | A     | Jörg Wolff          |

## Organigramma societario
Area tecnica
- Allenatore: Helmut Benthaus
- Allenatore in seconda: Willi Entenmann
- Preparatore dei portieri:
- Preparatori atletici:

## Calciomercato

### Sessione estiva
| Acquisti | Acquisti         | Acquisti          | Acquisti |
| R.       | Nome             | da                | Modalità |
| -------- | ---------------- | ----------------- | -------- |
| D        | Herbert Briem    | Friburgo          |          |
| A        | Nico Claesen     | Sérésien          |          |
| A        | Jürgen Klinsmann | Kickers Stoccarda |          |
| D        | Reiner Maurer    | Bayern Monaco     |          |

| Cessioni | Cessioni         | Cessioni   | Cessioni |
| R.       | Nome             | a          | Modalità |
| -------- | ---------------- | ---------- | -------- |
| A        | Dan Corneliusson | Como       |          |
| A        | Achim Glückler   | Karlsruhe  |          |
| A        | Walter Kelsch    | Strasburgo |          |

### Sessione invernale
| Acquisti | Acquisti | Acquisti | Acquisti |
| R.       | Nome     | da       | Modalità |
| -------- | -------- | -------- | -------- |

| Cessioni | Cessioni | Cessioni | Cessioni |
| R.       | Nome     | a        | Modalità |
| -------- | -------- | -------- | -------- |

## Risultati

### Bundesliga

#### Girone di andata
| Arbitro: | Wahmann |

|                        |           |                         |
| Brehme 18’, 19’ (rig.) | Marcatori | 80’ (rig.) Sigurvinsson |

| Arbitro: | Schütte |

|                                                            |           |            |
| Klinsmann 4’, 77’ Ohlicher 62’ Allgöwer 65’, 69’ Kempe 79’ | Marcatori | 82’ Gorski |

| Arbitro: | Barnick |

|                               |           |                                                        |
| Kühlhorn 38’ Reich 62’ (rig.) | Marcatori | 10’, 16’, 27’ Allgöwer 42’, 63’, 84’ Claesen 71’ Kempe |

| Arbitro: | Föckler |

|                   |           |                                       |
| Claesen 5’ (rig.) | Marcatori | 35’ (rig.) Sidka 72’ Meier 90’ Kutzop |

| Arbitro: | Dellwing |

|                                       |           |                        |
| Klinger 15’ Schäfer 71’ Brinkmann 82’ | Marcatori | 34’ Kempe 64’ Allgöwer |

| Arbitro: | Pauly |

|              |           |                                           |
| Ohlicher 68’ | Marcatori | 37’ Pflügler 44’ Dürnberger 90’ Wohlfarth |

| Arbitro: | Wiesel |

|            |           |              |
| Allofs 55’ | Marcatori | 60’ Allgöwer |

| Arbitro: | Matheis |

|                       |           |  |
| Schäfer 15’ Kempe 61’ | Marcatori |  |

| Arbitro: | Assenmacher |

|                                 |           |  |
| Klinsmann 25’, 57’ Reichert 88’ | Marcatori |  |

| Arbitro: | Osmers |

|                      |           |                         |
| Fleer 16’ Dusend 28’ | Marcatori | 35’ (rig.), 37’ Claesen |

| Arbitro: | Schmidhuber |

|                                             |           |                     |
| Klinsmann 20’, 56’ Claesen 28’ Reichert 85’ | Marcatori | 41’ Krämer 60’ Mohr |

| Arbitro: | Föckler |

|                                                     |           |                                     |
| Täuber 4’, 8’ Niedermayer 17’ (aut.) Kleppinger 32’ | Marcatori | 75’ Allgöwer 80’ Müller 87’ Claesen |

| Arbitro: | Niebergall |

|              |           |           |
| Klinsmann 6’ | Marcatori | 57’ Rolff |

| Arbitro: | Horeis |

|                               |           |                 |
| Criens 55’ Förster 62’ (aut.) | Marcatori | 8’ Sigurvinsson |

| Arbitro: | Heitmann |

|              |           |                 |
| Reichert 18’ | Marcatori | 24’, 44’ Schulz |

| Arbitro: | Hontheim |

|  |           |                                     |
|  | Marcatori | 9’ Allgöwer 51’ (rig.) Sigurvinsson |

| Arbitro: | Roth |

|                                                          |           |  |
| Allgöwer 26’ Buchwald 30’, 39’ Klinsmann 59’ Förster 86’ | Marcatori |  |

#### Girone di ritorno
| Arbitro: | Ahlenfelder |

|                                                            |           |  |
| Wolf 15’ (aut.) Allgöwer 19’ Ohlicher 31’, 41’ Claesen 85’ | Marcatori |  |

| Arbitro: | Wuttke |

|                          |           |              |
| Worm 42’, 62’ Plagge 75’ | Marcatori | 77’ Ohlicher |

| Arbitro: | Ermer |

|                            |           |  |
| Klinsmann 20’ Allgöwer 66’ | Marcatori |  |

| Arbitro: | Assenmacher |

|                                   |           |           |
| Reinders 13’ Sidka 26’ Völler 40’ | Marcatori | 88’ Kempe |

| Arbitro: | Umbach |

|                                                                        |           |                              |
| Klinsmann 46’ Reichert 48’ Wöhrlin 62’ (aut.) Allgöwer 76’ Förster 79’ | Marcatori | 27’ de Loo 90’ (rig.) Funkel |

| Arbitro: | Tritschler |

|                                         |           |                           |
| Lerby 53’ Mathy 73’ Matthäus 74’ (rig.) | Marcatori | 41’ Ohlicher 47’ Allgöwer |

| Arbitro: | Barnick |

|                                         |           |            |
| Allgöwer 32’ Reichert 42’ Klinsmann 90’ | Marcatori | 8’ Hartwig |

| Arbitro: | Zimmermann |

|                                        |           |              |
| Loose 23’ Simmes 45’, 80’ Răducanu 46’ | Marcatori | 25’ Allgöwer |

| Arbitro: | Pauly |

|            |           |              |
| Bührer 85’ | Marcatori | 4’ Klinsmann |

| Arbitro: | Werner |

|                                                         |           |                               |
| Buchwald 23’, 69’ Förster 56’ Reichert 79’ Allgöwer 84’ | Marcatori | 27’ (aut.) Förster 82’ Bommer |

| Arbitro: | Niebergall |

|                        |           |  |
| Kraaz 62’ Tobollik 75’ | Marcatori |  |

| Arbitro: | Röthlisberger |

|               |           |  |
| Klinsmann 63’ | Marcatori |  |

| Arbitro: | Ahlenfelder |

|                               |           |               |
| Wuttke 7’ von Heesen 72’, 80’ | Marcatori | 63’ Klinsmann |

| Arbitro: | Wiesel |

|                            |           |                                  |
| Klinsmann 77’ Allgöwer 81’ | Marcatori | 13’ Dreßen 23’ Lienen 73’ Criens |

| Arbitro: | Roth |

|                              |           |             |
| Schulz 9’ Förster 61’ (aut.) | Marcatori | 48’ Claesen |

| Arbitro: | Retzmann |

|                                                  |           |              |
| Ohlicher 19’, 43’ (rig.) Müller 28’ Allgöwer 87’ | Marcatori | 57’ Schlegel |

| Arbitro: | Uhlig |

|              |           |           |
| Harforth 52’ | Marcatori | 13’ Thoma |

### Coppa di Germania
| Arbitro: | Neuner |

|                                                                          |           |                                          |
| Klinsmann 6’ Niedermayer 10’ Claesen 64’ (rig.) Reichert 70’ Förster 83’ | Marcatori | 1’, 22’ Dauber 39’ Burgsmüller 45’ Runge |

| Arbitro: | Kohnen |

|                |           |                           |
| Niedzwicki 78’ | Marcatori | 33’ Allgöwer 66’ Ohlicher |

| Stoccarda 22 dicembre 1984, ore 15:30 CET Ottavi di finale | Stoccarda | 0 – 0 (d.t.s.) referto | Saarbrücken | Neckarstadion (10 700 spett.)\| Arbitro: \| Jupe \| |
| Arbitro:                                                   | Jupe      |                        |             |                                                     |

| Arbitro: | Föckler |

|                             |                      |                           |
| Hönnscheidt 42’ Blättel 87’ | Marcatori            | 14’ Kempe 79’ Klinsmann   |
| Jambo Blättel Schlegel      | Tiri di rigore 3 – 0 | Allgöwer Förster Reichert |

### Coppa dei Campioni
| Arbitro: | Hackett |

|            |           |              |
| Kurdov 64’ | Marcatori | 62’ Reichert |

| Arbitro: | Brummeier |

|                   |           |                        |
| Allgöwer 14’, 38’ | Marcatori | 29’ Iliev 60’ Tsvetkov |

## Statistiche

### Statistiche di squadra
| Competizione       | Punti | In casa | In casa | In casa | In casa | In casa | In casa | In trasferta | In trasferta | In trasferta | In trasferta | In trasferta | In trasferta | Totale | Totale | Totale | Totale | Totale | Totale | DR  |
| Competizione       | Punti | G       | V       | N       | P       | Gf      | Gs      | G            | V            | N            | P            | Gf           | Gs           | G      | V      | N      | P      | Gf     | Gs     | DR  |
| ------------------ | ----- | ------- | ------- | ------- | ------- | ------- | ------- | ------------ | ------------ | ------------ | ------------ | ------------ | ------------ | ------ | ------ | ------ | ------ | ------ | ------ | --- |
| Bundesliga         | 33    | 17      | 12      | 1       | 4       | 51      | 21      | 17           | 2            | 4            | 11           | 28           | 38           | 34     | 14     | 5      | 15     | 79     | 59     | +20 |
| Coppa di Germania  | -     | 2       | 1       | 1       | 0       | 5       | 4       | 2            | 1            | 1            | 0            | 4            | 3            | 4      | 2      | 2      | 0      | 9      | 7      | +2  |
| Coppa dei Campioni | -     | 1       | 0       | 1       | 0       | 2       | 2       | 1            | 0            | 1            | 0            | 1            | 1            | 2      | 0      | 2      | 0      | 3      | 3      | 0   |
| Totale             | 33    | 20      | 13      | 3       | 4       | 58      | 27      | 20           | 3            | 6            | 11           | 33           | 42           | 40     | 16     | 9      | 15     | 91     | 69     | +22 |

### Andamento in campionato
| Giornata  | 1  | 2 | 3 | 4 | 5  | 6  | 7  | 8  | 9  | 10 | 11 | 12 | 13 | 14 | 15 | 16 | 17 | 18 | 19 | 20 | 21 | 22 | 23 | 24 | 25 | 26 | 27 | 28 | 29 | 30 | 31 | 32 | 33 | 34 |
| --------- | -- | - | - | - | -- | -- | -- | -- | -- | -- | -- | -- | -- | -- | -- | -- | -- | -- | -- | -- | -- | -- | -- | -- | -- | -- | -- | -- | -- | -- | -- | -- | -- | -- |
| Luogo     | T  | C | T | C | T  | C  | T  | C  | C  | T  | C  | T  | C  | T  | C  | T  | C  | C  | T  | C  | T  | C  | T  | C  | T  | T  | C  | T  | C  | T  | C  | T  | C  | T  |
| Risultato | P  | V | V | P | P  | P  | N  | V  | V  | N  | V  | P  | N  | P  | P  | V  | V  | V  | P  | V  | P  | V  | P  | V  | P  | N  | V  | P  | V  | P  | P  | P  | V  | N  |
| Posizione | 13 | 9 | 4 | 7 | 11 | 15 | 15 | 12 | 10 | 8  | 5  | 8  | 9  | 11 | 11 | 10 | 8  | 8  | 9  | 8  | 9  | 8  | 8  | 8  | 8  | 10 | 9  | 9  | 8  | 8  | 9  | 11 | 9  | 10 |

Legenda:

Luogo: C = Casa; T = Trasferta. Risultato: V = Vittoria; N = Pareggio; P = Sconfitta.

### Statistiche dei giocatori
| Giocatore       | Bundesliga | Bundesliga | Bundesliga  | Bundesliga | Coppa di Germania | Coppa di Germania | Coppa di Germania | Coppa di Germania | Coppa dei Campioni | Coppa dei Campioni | Coppa dei Campioni | Coppa dei Campioni | Totale   | Totale | Totale      | Totale     |
| Giocatore       | Presenze   | Reti       | Ammonizioni | Espulsioni | Presenze          | Reti              | Ammonizioni       | Espulsioni        | Presenze           | Reti               | Ammonizioni        | Espulsioni         | Presenze | Reti   | Ammonizioni | Espulsioni |
| --------------- | ---------- | ---------- | ----------- | ---------- | ----------------- | ----------------- | ----------------- | ----------------- | ------------------ | ------------------ | ------------------ | ------------------ | -------- | ------ | ----------- | ---------- |
| K. Allgöwer     | 32         | 19         | 4           | 0          | 4                 | 1                 | 0                 | 0                 | 2                  | 2                  | 0                  | 0                  | 38       | 22     | 4           | 0          |
| H. Briem        | 2          | 0          | 0           | 0          | 0                 | 0                 | 0                 | 0                 | 1                  | 0                  | 0                  | 0                  | 3        | 0      | 0           | 0          |
| G. Buchwald     | 15         | 4          | 2           | 0          | 2                 | 0                 | 0                 | 0                 | 0                  | 0                  | 0                  | 0                  | 17       | 4      | 2           | 0          |
| N. Claesen      | 22         | 10         | 3           | 1          | 2                 | 1                 | 0                 | 0                 | 2                  | 0                  | 1                  | 0                  | 26       | 11     | 4           | 1          |
| A. Feyl         | 0          | 0          | 0           | 0          | 0                 | 0                 | 0                 | 0                 | 1                  | 0                  | 0                  | 0                  | 1        | 0      | 0           | 0          |
| M. Fritz        | 1          | 0          | 0           | 0          | 0                 | 0                 | 0                 | 0                 | 0                  | 0                  | 0                  | 0                  | 1        | 0      | 0           | 0          |
| B. Förster      | 28         | 1          | 5           | 0          | 4                 | 1                 | 1                 | 0                 | 1                  | 0                  | 0                  | 0                  | 33       | 2      | 6           | 0          |
| K. Förster      | 29         | 2          | 4           | 0          | 3                 | 0                 | 0                 | 0                 | 1                  | 0                  | 0                  | 0                  | 33       | 2      | 4           | 0          |
| A. Jäger        | 0          | 0          | 0           | 0          | 0                 | 0                 | 0                 | 0                 | 0                  | 0                  | 0                  | 0                  | 0        | 0      | 0           | 0          |
| T. Kempe        | 26         | 5          | 3           | 0          | 2                 | 1                 | 1                 | 0                 | 2                  | 0                  | 1                  | 0                  | 30       | 6      | 5           | 0          |
| J. Klinsmann    | 32         | 15         | 4           | 0          | 4                 | 2                 | 0                 | 1                 | 2                  | 0                  | 0                  | 0                  | 38       | 17     | 4           | 1          |
| V. Lopes        | 2          | 0          | 0           | 0          | 0                 | 0                 | 0                 | 0                 | 0                  | 0                  | 0                  | 0                  | 2        | 0      | 0           | 0          |
| R. Lorch        | 20         | 0          | 0           | 0          | 1                 | 0                 | 0                 | 0                 | 1                  | 0                  | 0                  | 0                  | 22       | 0      | 0           | 0          |
| H. Makan        | 15         | 0          | 5           | 0          | 3                 | 0                 | 0                 | 0                 | 2                  | 0                  | 0                  | 0                  | 20       | 0      | 5           | 0          |
| R. Maurer       | 11         | 0          | 0           | 0          | 1                 | 0                 | 0                 | 0                 | 0                  | 0                  | 0                  | 0                  | 12       | 0      | 0           | 0          |
| A. Müller       | 31         | 2          | 3           | 1          | 3                 | 0                 | 0                 | 0                 | 2                  | 0                  | 1                  | 0                  | 36       | 2      | 4           | 1          |
| K. Niedermayer  | 19         | 0          | 1           | 0          | 2                 | 1                 | 0                 | 0                 | 0                  | 0                  | 0                  | 0                  | 21       | 1      | 1           | 0          |
| H. Ohlicher     | 22         | 8          | 2           | 1          | 4                 | 1                 | 1                 | 0                 | 1                  | 0                  | 0                  | 0                  | 27       | 9      | 3           | 1          |
| P. Reichert     | 31         | 6          | 2           | 0          | 4                 | 1                 | 0                 | 0                 | 2                  | 1                  | 0                  | 0                  | 37       | 8      | 2           | 0          |
| H. Roleder      | 34         | 0          | 0           | 0          | 4                 | 0                 | 0                 | 0                 | 2                  | 0                  | 0                  | 0                  | 40       | 0      | 0           | 0          |
| G. Schäfer      | 27         | 1          | 7           | 0          | 4                 | 0                 | 1                 | 0                 | 2                  | 0                  | 1                  | 0                  | 33       | 1      | 9           | 0          |
| Á. Sigurvinsson | 16         | 3          | 1           | 0          | 3                 | 0                 | 1                 | 0                 | 1                  | 0                  | 0                  | 0                  | 20       | 3      | 2           | 0          |
| A. Thoma        | 2          | 1          | 0           | 0          | 0                 | 0                 | 0                 | 0                 | 0                  | 0                  | 0                  | 0                  | 2        | 1      | 0           | 0          |
| J. Wolff        | 6          | 0          | 0           | 0          | 1                 | 0                 | 0                 | 0                 | 0                  | 0                  | 0                  | 0                  | 7        | 0      | 0           | 0          |
| R. Zietsch      | 8          | 0          | 0           | 0          | 0                 | 0                 | 0                 | 0                 | 0                  | 0                  | 0                  | 0                  | 8        | 0      | 0           | 0          |